# Aconti
En els antopòlips (cnidaris antozous), els acontis són uns filaments urticants que es troben replegats a l'interior de la mesoglea i que poden ser expulsats al medi exterior com a mesura defensiva.